# Corita Kent
Corita Kent, all'anagrafe Frances Elizabeth Kent e ricordata anche come Suor Mary Corita Kent (Fort Dodge, 20 novembre 1918 – Boston, 18 settembre 1986) è stata una pittrice, grafica, religiosa e insegnante statunitense.

## Biografia
Corina Kent nacque nell'Iowa, quinta figlia di Robert Vincent ed Edith Genevieve. Immediatamente dopo il diploma nel 1936 si unì all'ordine delle Missionarie del Cuore di Maria con il nome di Suor Mary Corita. Proseguì con gli studi artistici all'Otis College of Art and Design e al Chouinard Art Institute, ottenendo la laurea nel 1941 presso l'Immaculate Heart College; nel 1951 avrebbe conseguito anche la laurea magistrale in storia dell'arte all'University of Southern California. Dal 1938 al 1968 insegnò all'Immaculate Heart College, diventando capo del dipartimento di studi artistici nel 1964. Le sue lezioni attirarono artisti di grande successo, tra cui Alfred Hitchcock, John Cage, Saul Bass, Buckminster Fuller e Charles & Ray Eames.
Al di là dell'insegnamento, Suor Mary Corita Kent trovò il successo grazie alle sue serigrafie, che negli anni sessanta assunsero toni fortemente politici a sostegno dei diritti civili, del movimento femminista e contro la guerra del Vietnam. Le sue opere furono spesso motivo di tensioni con l'arcidiocesi di Los Angeles e il cardinale James McIntyre descrisse il college come troppo liberale, accusò Kent di essere comunista e descrisse la sua arte come blasfema. In seguito alle crescenti tensioni, nel 1968 Kent abbandonò l'abito e il college.
Autrice di centinaia di serigrafie che mischiavano pop art e spiritualità, Kent disegnò dozzine di poster, copertine di libri e murali, oltre che un francobollo del United States Postal Service nel 1985. È nota soprattutto per il murale "Rainbow Swash", che rimane la più grande opera d'arte al mondo soggetta a copyright. Le sue opere sono state esposte in sedi prestigiose quali il Fogg Art Museum, il Los Angeles County Museum of Art, il Metropolitan Museum of Art, il Museum of Modern Art, la National Gallery of Art, il San Francisco Museum of Modern Art, lo Smithsonian Institution e il Whitney Museum of American Art.
Malata di cancro alle ovaie dal 1974, morì a Boston nel 1986 all'età di 67 anni.